# Boyd Lake
Boyd Lake är en sjö i Kanada.   Den ligger i territoriet Northwest Territories, i den centrala delen av landet, 2 500 km nordväst om huvudstaden Ottawa. Boyd Lake ligger 319 meter över havet. Arean är 129 kvadratkilometer. Den sträcker sig 33,1 kilometer i nord-sydlig riktning, och 20,3 kilometer i öst-västlig riktning.
Trakten runt Boyd Lake är nära nog obefolkad, med mindre än två invånare per kvadratkilometer.